# Концерт для скрипки з оркестром (Елгар)

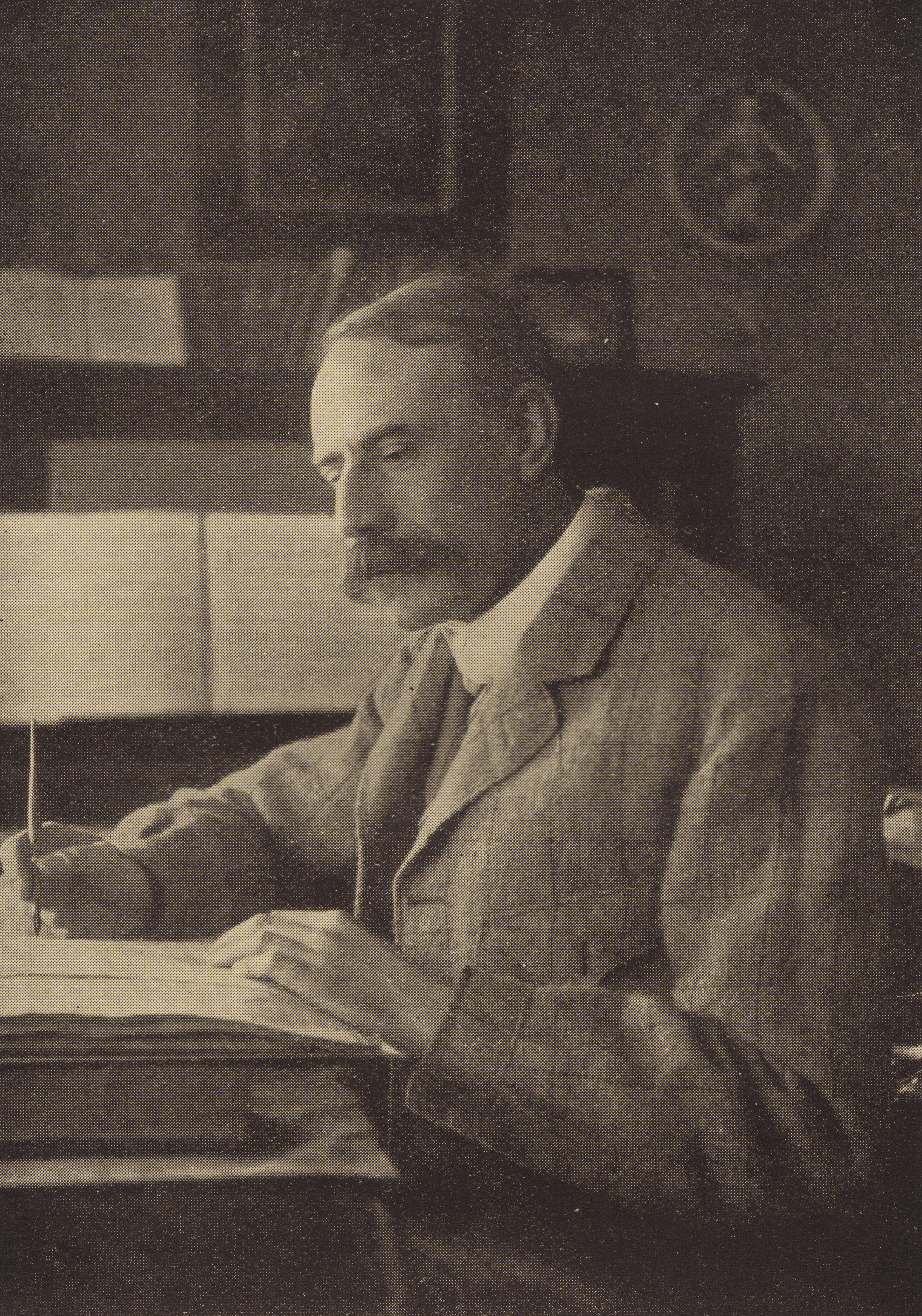
Елгар у 1913 році

Концерт для скрипки з оркестром сі мінор, Op. 61 — один з найдовших оркестрових творів Едварда Елгара і остання з його робіт, що негайно здобула великий успіх.
Концерт було створено для скрипаля Фріца Крайслера, прем'єра відбулася у Лондоні в 1910 році, композитор диригував. Плани компанії звукозапису «His Master's Voice» записати концерт у виконанні Крайслера й Елгара не вдалися, і композитор здійснив запис з Ієгуді Менухіним, який і залишився в каталогах від першого релізу у 1932 році.
Музика Елгара не була модною у середині XX століття, але концерт продовжував потрапляти в програми. До кінця сторіччя, коли музика Елгара повернулася в широкий репертуар, було зроблено понад 20 записів концерту. У 2010 році у світі відбулося чимало концертів до сторіччя музичного твору.

## Історія
Елгар почав роботу над концертом для скрипки у 1890 році, але був незадоволеним нею і знищив рукопис. У 1907 скрипаль Фріц Крайслер, який захоплювався Елгаровим «The Dream of Gerontius», попросив написати для нього скрипковий концерт. Через два роки Крайслер повідомив англійській газеті:
|  | Якщо ви хочете знати, кого я вважаю найвеличнішим сучасним композитором, я скажу без вагань — Елгара. … Я кажу це не для того, щоб полестити, це мій власне переконання. … Я ставлю його в один ряд з моїми ідолами, Бетговеном і Брамсом. Він з тієї ж аристократичної родини. Його твори, його вигадливість, його оркестрування, його гармонія, його велич — прекрасні. І це чиста, природна музика. Я б хотів, щоб Елгар написав щось для скрипки. Оригінальний текст (англ.) If you want to know whom I consider to be the greatest living composer, I say without hesitation Elgar. … I say this to please no one; it is my own conviction. … I place him on an equal footing with my idols, Beethoven and Brahms. He is of the same aristocratic family. His invention, his orchestration, his harmony, his grandeur, it is wonderful. And it is all pure, unaffected music. I wish Elgar would write something for the violin. |

Королівське філармонічне товариство формально акредитувало концерт у 1909 році. Будучи скрипалем, Елгар звернувся по технічну допомогу в написанні концерту до керівника Лондонського симфонічного оркестру Вільяма Генрі Ріда. Рід допоміг йому з пасажами й аплікатурою, граючи пасажі знову й знову, поки Елгар не залишався задоволений ними.  Крайслер також висловлював пропозиції, зокрема зробити соло більш вражаючим, і також простішим для гри. Перед прем'єрою Рід виконав твір на приватній вечірці, де Елгар виконував на фортепіано партію оркестру.

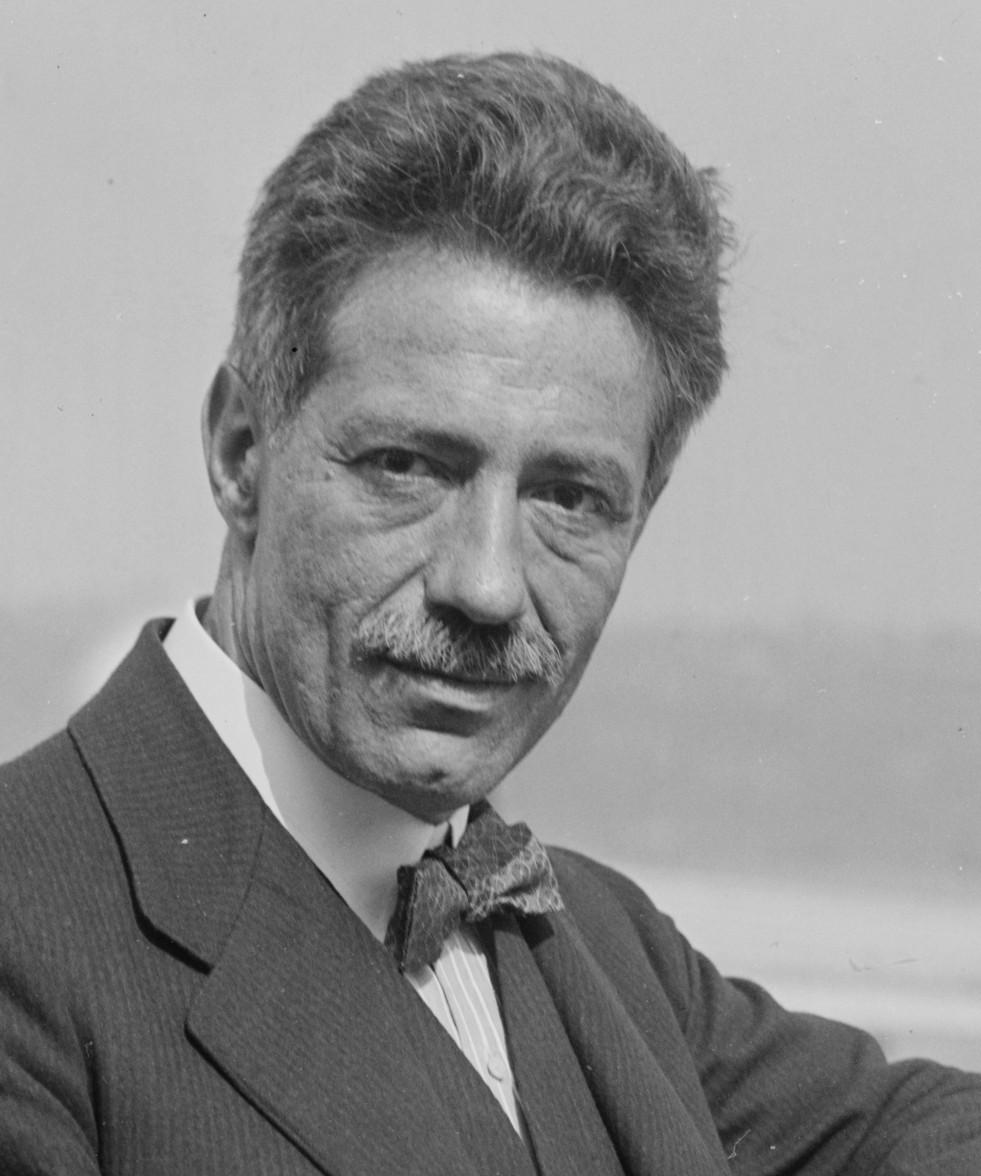
Фріц Крайслер

Прем'єра відбулася у Королівському філармонічному товаристві 10 листопада 1910 року, виконували Крайслер та Лондонський симфонічний оркестр, композитор диригував. Рід згадував, що «концерт став справжнім тріумфом, виступ був неймовірною й незабутньою подією». Враження від концерту були такими великими, що суперник Крайслера Ежен Ізаї витратив багато часу, вивчаючи твір разом з Елгаром. Він був дуже розчарованим, коли складнощі контракту завадили Ізаї виконати його в Лондоні.
Концерт став останнім великим успіхом Елгара. З його пізніших масштабних робіт ні Симфонія № 2, ні Фальстаф, ні концерт для віолончелі не отримали такої негайної популярності, як Симфонія № 1 чи цей концерт. Елгар залишився особливо задоволеним цією роботою. Його друг Чарльз Санфорд пригадував: «Я ніколи не чув, щоб Елгар говорив про якийсь особистий відгук щодо своєї музики, окрім концерту, а про нього він не раз сказав: „Мені подобається“.»
Навіть у 1950-х, коли музика Елгара не була модною, концерт часто з'являвся у програмах. До кінця двадцятого століття, коли музика Елгара знову повернулася у репертуари, було понад двадцять грамофонних записів концерту. У 2010 році до сторіччя цього твору скрипаль Ніколай Цнайдер здійснив серію виступів у Відні, Лондоні та Нью-Йорку з Віденським філармонічним, Лондонським симфонічним, Нью-Йоркським філармонічним оркестрами та диригентами Валерієм Гергієвим та Коліном Девісом. Також у 2010 Філіп Ґраффін дав виступ на фестивалі «Three Choirs Festival», скориставшись оригінальним рукописом Елгара,, нові записи видали Znaider, Томас Цетмайр та Тасмін Літтл.

## Додаткові ресурси
- Концерти Елгара на CD
- The Elgar Birthplace Museum
- Violin Concerto: Ноти на сайті International Music Score Library Project.
- Violin Concerto in B minor, Op. 61 (1905-10) [Архівовано 22 березня 2016 у Wayback Machine.]